# Masdevallia bryophila
Masdevallia bryophila är en orkidéart som beskrevs av Carlyle August Luer. Masdevallia bryophila ingår i släktet Masdevallia och familjen orkidéer.
Artens utbredningsområde är Peru. Inga underarter finns listade i Catalogue of Life.